# Collegio uninominale Calabria - 04 (Camera dei deputati 2020)
Il collegio elettorale uninominale Calabria - 04 è un collegio elettorale uninominale della Repubblica Italiana per l'elezione della Camera dei deputati.

## Territorio
Come previsto dalla legge n. 51 del 27 maggio 2019, il collegio è stato definito tramite decreto legislativo all'interno della circoscrizione Calabria.
È formato dal territorio dell'intera provincia di Vibo Valentia (50 comuni) e da 26 comuni della città metropolitana di Reggio Calabria: Anoia, Bagnara Calabra, Candidoni, Cinquefrondi, Cittanova, Feroleto della Chiesa, Galatro, Giffone, Gioia Tauro, Laureana di Borrello, Maropati, Melicucco, Molochio, Oppido Mamertina, Palmi, Polistena, Rizziconi, Rosarno, San Ferdinando, San Giorgio Morgeto, San Pietro di Caridà, Seminara, Serrata, Taurianova, Terranova Sappo Minulio e Varapodio.
Il collegio è parte del collegio plurinominale Calabria - 01.

## Eletti
| Elezione | Elezione | Deputato           | Partito      |
| -------- | -------- | ------------------ | ------------ |
|          | 2022     | Giovanni Arruzzolo | Forza Italia |

## Dati elettorali

### XIX legislatura
Come previsto dalla legge elettorale, 147 deputati sono eletti con sistema a maggioranza relativa in altrettanti collegi uninominali a turno unico.
| Candidati                                 | Candidati                    | Voti    | %     | Liste                                                | Voti    | %     |
| ----------------------------------------- | ---------------------------- | ------- | ----- | ---------------------------------------------------- | ------- | ----- |
|                                           | Giovanni Arruzzolo ✔️ Eletto | 54 433  | 48,81 | Forza Italia                                         | 24 502  | 21,97 |
| Fratelli d'Italia                         | Giovanni Arruzzolo ✔️ Eletto | 54 433  | 48,81 | 20 576                                               | 18,45   |       |
| Lega per Salvini Premier                  | Giovanni Arruzzolo ✔️ Eletto | 54 433  | 48,81 | 7 053                                                | 6,32    |       |
| Noi moderati/Lupi - Toti - Brugnaro - UDC | Giovanni Arruzzolo ✔️ Eletto | 54 433  | 48,81 | 2 302                                                | 2,06    |       |
|                                           | Riccardo Tucci               | 24 495  | 21,96 | Movimento 5 Stelle                                   | 24 495  | 21,96 |
|                                           | Dalila Nesci                 | 17 245  | 15,46 | Partito Democratico-IDP                              | 13 148  | 11,79 |
| Alleanza Verdi e Sinistra                 | Dalila Nesci                 | 17 245  | 15,46 | 1 507                                                | 1,35    |       |
| Impegno Civico - Centro Democratico       | Dalila Nesci                 | 17 245  | 15,46 | 1 464                                                | 1,31    |       |
| +Europa                                   | Dalila Nesci                 | 17 245  | 15,46 | 1 126                                                | 1,01    |       |
|                                           | Michele Conia                | 4 749   | 4,26  | Unione Popolare                                      | 4 749   | 4,26  |
|                                           | Maria Soccorsa Galati        | 4 639   | 4,16  | Azione - Italia Viva - Calenda                       | 4 639   | 4,16  |
|                                           | Domenico Antonio Greco       | 1 480   | 1,33  | Italexit                                             | 1 480   | 1,33  |
|                                           | Adriano Renda                | 1 322   | 1,19  | Italia Sovrana e Popolare                            | 1 322   | 1,19  |
|                                           | Ugo Moro                     | 1 155   | 1,04  | Partito Comunista Italiano                           | 1 155   | 1,04  |
|                                           | Immacolata Ceriello          | 922     | 0,83  | Sud chiama Nord                                      | 922     | 0,83  |
|                                           | Antonio Giuseppe Noè         | 302     | 0,27  | Partito Animalista Italiano – UCDL – 10 Volte Meglio | 302     | 0,27  |
|                                           | Carlo Maria Romeo            | 286     | 0,26  | Alternativa per l'Italia (PdF - Exit)                | 286     | 0,26  |
|                                           | Maria Concetta Valotta       | 242     | 0,22  | Noi di Centro – Europeisti                           | 242     | 0,22  |
|                                           | Raffaele Musella             | 197     | 0,18  | Vita                                                 | 197     | 0,18  |
|                                           | Alessandra Filice            | 61      | 0,05  | Forza del Popolo                                     | 61      | 0,05  |
| Totale                                    | Totale                       | 111 528 | 100   |                                                      | 111 528 | 100   |
|                                           |                              |         |       |                                                      |         |       |
| Voti non validi                           | Voti non validi              | 6 830   | 5,77  |                                                      |         |       |
| Votanti                                   | Votanti                      | 118 358 | 49,31 |                                                      |         |       |
| Elettori                                  | Elettori                     | 240 018 |       |                                                      |         |       |